# 弦楽四重奏曲第7番 (ショスタコーヴィチ)
弦楽四重奏曲第7番 嬰ヘ短調 作品108 は、ドミートリイ・ショスタコーヴィチが1960年の2月から3月にかけて作曲した弦楽四重奏曲である。同年5月15日にベートーヴェン弦楽四重奏団によってレニングラードで初演され、1954年12月に死去した最初の妻であるニーナに捧げられた。

## 曲の構成
全3楽章、演奏時間は約12分であり、全15曲あるショスタコーヴィチの弦楽四重奏曲の中では最短である。
- 第1楽章 アレグレット
嬰ヘ短調、4分の2拍子 - 4分の3拍子、展開部を欠いたソナタ形式。
- 第2楽章 レント
ニ短調、4分の2拍子、三部形式。
- 第3楽章 アレグロ - アレグレット - アダージョ
嬰ヘ短調、4分の4拍子 - 4分の3拍子 - 4分の2拍子。